# Telespiza
Genre
Telespiza est un genre d'oiseaux de la famille des Fringillidae.

## Liste des espèces
Selon la classification de référence du Congrès ornithologique international (version 7.3, 2017) :
- Telespiza cantans Wilson, SB, 1890
- Telespiza ultima Bryan, 1917